# 德國下午茶香腸

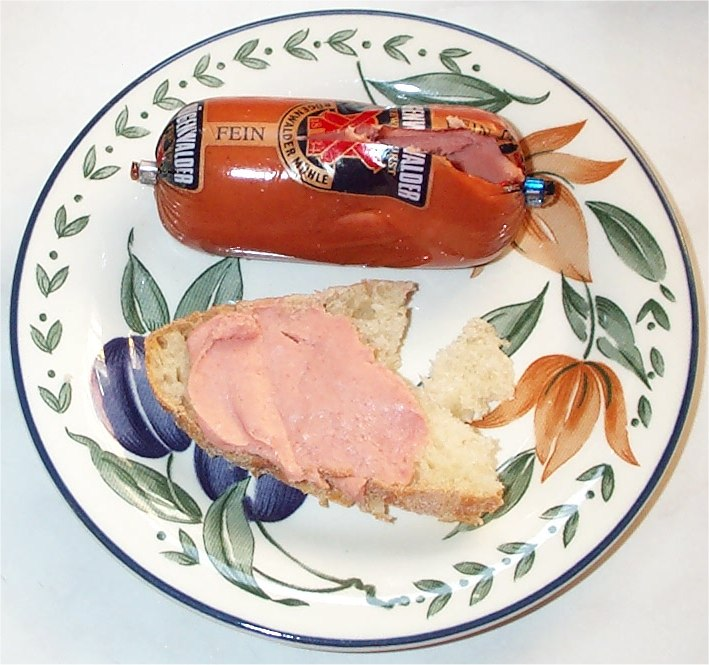
德國下午茶香腸

德國下午茶香腸(Teewurst，tee意茶)，叫下午茶香腸是因為人們吃下午茶時，愛將這香腸擠出塗抹在三明治上吃，由於內含百分之三十至百分之四十的脂肪，可以很輕鬆的將擠出的肉醬均勻的塗抹在麵包上。香腸是由兩份未加工的豬肉（有時是牛肉）並一份煙肉剁碎，用山毛櫸木熏製後，將肉塞進腸衣，然後放七到十天使香腸成熟。香腸大概在19世紀中的波美拉尼亞Rügenwalde被發明。（現波蘭的Darłowo）